# 高橋志保彦
高橋 志保彦（たかはし しおひこ、1936年 - ）は、日本の建築家。アーバンデザイナー。神奈川大学名誉教授。中国武漢理工大学客員教授。高橋志保彦建築デザイン事務所主宰。

## 経歴
新潟県生まれ。早稲田大学理工学部第1部建築学科卒業。ハーバード大学大学院修士課程修了。竹中工務店等を経て、高橋建築都市デザイン事務所を設立。1988年から神奈川大学教授。
2006年、横浜文化賞を受賞。（受賞理由は「都市デザイナーの草分け的存在として、横浜の景観名所である馬車道ガーデンストリート、吉田橋復元、開港広場と山下公園通り、川辺公園及び帷子川プロムナード等をデザインし、横浜市の環境・景観の向上に貢献されました。」とされた。）
一般社団法人日本トイレ協会会長を経て2020年6月に名誉会長に就任。趣味は油彩画。

## 著書
- ショッピングモールの設計計画　（彰国社）
- 都市環境のデザイン　（プロセスアーキテクチュア）
- 環境・景観デザイン百科　（共著、彰国社）

## 主な作品
- 横浜馬車道計画第二期
- 帷子川プロムナード・川辺公園
- 代々木公園野外音楽堂および広場
- 逗子駅駅前整備
- 横浜開港広場
- 富山駅北ブールバール
- 仙台一番街買物公園，一番町四丁目ショッピングモール，サンモール一番町
- すきっぷどおり・カルチャーモール（東京都武蔵野市）
- 銀座西並木通り
- 紅谷パールロードショッピングモール
- 甲府かすがもーる，ベルメ桜町
- 湘南スターモール
- 平塚駅周辺開発
- 唐木田駅周辺コミュニティ道路
- 工場せせらぎモール（岐阜県土岐市）
- えるもーる烏山（東京都世田谷区）